# 大門寺崇
大門寺 崇（だいもんじ そう、1993年3月9日 - ）は、日本のプロレスラー。本名：柴田 崇（しばた そう）。

## 来歴
北海道根室市生まれ函館市育ち。
小学生の頃から野球を始め、函館大有斗高校卒業後はプロレスラーとしてデビューし、その後も都内の軟式野球チームに所属しプレーしている。
高校時代に友人から勧められて観たWWEの試合をきっかけにプロレスラーを志す。卒業後に全日本プロレスの入門テストを受けるも入団は叶わず、2011年プロレスリング・ノアの入門テストに合格し練習生となる。デビューを目指すものの練習中の怪我等が引き金となり退団。一時は挫折感からプロレスへの情熱そのものを失っていたが、負傷箇所の手術を経てプロレスラーになる夢を再び抱き単身渡米、2016年12月4日アメリカフロリダ州でプロレスデビュー。
帰国後は地元函館の道南リング等で試合を行っていたが、崔領二に見出されランズエンドへ勧誘を受け入団。
2021年1月よりスタートした、コレガプロレスのレギュラーメンバーであり、主役級の人気を得る。

## 得意技
- ブラックレイン
- 根こそぎ
- スピアー
- ブロックバスターホールド

## タイトル歴
- アジアヘビー級王座
- 新潟ヘビー級王座
- BJW認定タック王座